# Пілан Михайло
Пілан Михайло (псевдо: «Осип»; 1920, с. Ятвяги, Жидачівський район, Львівська область — 3 травня 1950, біля с. Дуброва, Миколаївський район, Львівська область) — учасник українського визвольного руху, лицар  Бронзового хреста заслуги УПА.

## Життєпис
Керівник зв’язку Львівського крайового проводу ОУН (1950). Булавний (?), старший булавний (30 червня 1947) УПА;  

## Нагороди та відзначення
- Згідно з Наказом Головного військового штабу УПА ч. 3/48 від 23.10.1948 р. старший булавний УПА, керівник зв’язку Львівського крайового проводу ОУН Михайло Пілан – «Осип» «за солідне виконування обов’язків на зв’язковій лінії в часі сильного большевицького нажиму» нагороджений Бронзовим хрестом заслуги УПА.
- Відзначений вирізненням у Наказі ВШВО 2 «Буг» (30 червня 1947)
- Відзначений Двома Срібними Зірками за рани.

## Вшанування пам'яті
- 20.05.2018 р. від імені Координаційної ради з вшанування пам’яті нагороджених Лицарів ОУН і УПА у м. Жидачів Львівської обл. Бронзовий хрест заслуги УПА (№ 052) переданий Марії Горінець, племінниці Михайла Пілана – «Осипа».